# Ana Anastazija
Ana od Srbije (srpski Ана) (? – 22. lipnja 1200.) bila je velika županica Srbije kao supruga velikog župana Stefana Nemanje (Стефан Немања).
Bila je plemkinja, ali nije poznato tko su joj bili roditelji.
Ana je 1196. kao monahinja Anastazija otišla u manastir kod Kuršumlije. Sahranjena je u priprati manastira Studenice. 
Srpska pravoslavna crkva ju slavi 22. lipnja po crkvenom, a 5. srpnja po gregorijanskom kalendaru.

## Teorije o podrijetlu
Postoji nekoliko teorija o podrijetlu Ane, ali do danas, njeno pravo podrijetlo ostaje tajna.
Mavro Orbini je napisao da je Ana bila kći bosanskog bana.
Prema Jovanu Rajiću, Ana je bila kći Stefana Borića, a Simeon Bogdanović-Siniša je smatrao da je Ana bila kći hrvatskog velikaša  i bana Borića.
Prema teologu Justinu Popoviću, Anin otac je bio bizantski car Manuel I. Komnen.

## Djeca
- Stefan Prvovenčani, veliki župan, knez Zete, te kralj Srbije
- sveti Sava, župan Zahumlja i svetitelj
- Vukan Nemanjić, veliki župan, te kralj Dalmacije[4]
- Jefimija (Eufemija)
- kći